# Fyns Sommerland
Fyns Sommerland, en periode også kaldet Fun Park Fyn, er et fynsk sommerland otte kilometer nord for Aarup på Fyn.
Sommerlandet genåbnede i 2023 efter at være forladt i 17 år og er nu en aktivitetspark, der har åbent i sommerhalvåret. 

## Historie
Fyns Sommerland slog for første gang dørene op i 1988. Senere skiftede parken navn til Fun Park Fyn, men måtte i 2006 lukke, da parkens bank gik konkurs.
Den fynske investor, Leif Bork Christiansen, var dengang ejeren bag. Men både ham selv og hans investeringsselskab gik konkurs i kølvandet på Roskilde Banks krak.
Anpartsselskabet bag forlystelsesparken blev officielt opløst i 2016 efter frivillig likvidation.
Siden stod parken tom, men blev dog indimellem brugt som 'uhyggelig' lokation af forskellige fotografer. I 2012 optog det danske rockband Malrun desuden en musikvideo på stedet.
- Parken i 2010 da den var lukket
- Parken i 2010

## Genåbning
I 2022 annoncerede en gruppe investorer imidlertid, at de agtede at genåbne parken. Som optakt hertil afviklede de i løbet af sommeren 2022 et åbent hus-arrangement, og om efteråret fulgte et større horror-arrangement. 
Den 13. maj 2023 genåbnede Fyns Sommerland. Parken har blandt andet 1,5 km svævebaner i op til 17 meters højde. Alle aktiviteter er uden maskineri, da filosofien er, at man skal bruge krop og hjerne for at aktivere forlystelserne.
Ud over aktiviteterne kan man som gæst også nyde naturen og studere de 17 års forfald af dele af den gamle 'Fun Park Fyn'. Målet for den første sæson var at få 50.000 gæster, men man nåede kun omkring det halve.

## Historisk ejerforhold
- 2023-nuværende: H.C. ANDERSENS PARK EJENDOMME ApS
- 2008-2023: H.C. ANDERSENS PARK EJENDOMME (initielt med Lars & Mette Skifter bag en urealiseret intention om en H.C. Andersen forlystelsespark[2], derefter genåbning som forlystelsespark i 2023)
- 1998-2008: Leif Bork Christiansen (uden drift fra sæson 2007)[14]
- 1988-1998: Sven Harrit (CVR 85348310[15]) [14]